# Cuenca sedimentaria del Ebro

Principales cuencas sedimentarias cenozoicas de la península ibérica.

La cuenca sedimentaria del Ebro (nordeste de la península ibérica) es una acumulación de hasta 8 km de espesor de sedimentos de edad mayoritariamente del Cenozoico provenientes de la erosión de las cadenas montañosas circundantes: Pirineos, Cordillera Ibérica y Cordillera Costero-Catalana. La cuenca sedimentaria se formó como resultado de la acumulación de sedimentos marinos, detríticos y evaporíticos en la depresión topográfica comprendida entre estas cadenas. De ellas, la de los Pirineos es la de formación más reciente y la que ha sufrido mayor acortamiento tectónico, teniendo como resultado la mayor altitud media y siendo por tanto la principal fuente de los sedimentos de la cuenca. 
La presencia de un mar interior hasta hace 37 millones de años está registrada por fósiles marinos en zonas como Ricla en la provincia de Zaragoza o la de Yebra de Basa en la provincia de Huesca o por los depósitos salinos que encontramos en zonas como Remolinos en la orilla del Ebro. Hace 37 millones de años, ese mar quedó desconectado del océano debido a levantamientos tectónicos en la zona actual de la Rioja en algún momento entre el Neógeno y del Plioceno y dio lugar a una enorme cuenca lacustre evaporítica (endorreica, sin salida fluvial). Lagos residuales de este periodo son por ejemplo las lagunas endorreicas que aún persisten en Gallocanta, Sariñena o las del Bajo Aragón.
Como en casi en cualquier otra cuenca de antepaís, su formación comenzó con una etapa marina de subsidencia debida al apilamiento de los Pirineos y al consiguiente hundimiento isostático de la litosfera Ibérica (ver flexión litosférica). Sin embargo, en la cuenca del Ebro a esta fase siguió un periodo de desconexión del océano debido a la clausura de la conexión marina con el Atlántico en la zona de Guipúzcoa, causado por un levantamiento tectónico. Debido al clima seco durante aquel periodo, los lagos formados en el interior de esa cuenca cerrada evaporaban toda el agua que recibían sin verter a los océanos (endorreísmo). El largo periodo de sedimentación continental que siguió se caracterizó por la deposición de evaporitas (e.g., yesos) en lagos centrales que denotan el carácter endorreico que tuvo entonces la cuenca. Esta situación anómala de la cuenca duró hasta un momento aún poco determinado (entre 13 y 8 millones de años atrás) en que los lagos, que habían alcanzado una altitud varios cientos de metros sobre el nivel del mar debido a la acumulación de los sedimentos, encontraron una salida a sus aguas a través de la Cordillera Costero-Catalana y el sistema lacustre comenzó a desaguar en el mar Mediterráneo, formándose el actual río Ebro. Debido a la altitud de la cuenca y la corta distancia al mar (pocas decenas de kilómetros), las aguas vertidas al Mediterráneo produjeron en poco tiempo una incisión fluvial suficiente para bajar el nivel del sistema lacustre de la cuenca y permitir el paso a una etapa de incisión de los sedimentos en ella depositados. A partir de ese periodo se formó la actual red fluvial del Ebro y el Delta del Ebro, del cual la parte visible sobre el nivel del mar es mínima. El volumen actual de sedimentos terciarios en la Cuenca del Ebro es de unos 70 000 km³, mientras que antes de la incisión debió llegar a unos 120 000 km³. La diferencia entre ambas cantidades se encuentra actualmente en el Golfo de Valencia, Mediterráneo Occidental. 
El actual relieve en la cuenca del Ebro y la magnífica exposición de los estratos de sus sedimentos (que le dan gran importancia geológica) es el resultado de la incisión fluvial posterior al fin del endorreísmo.

## Facies sedimentarias
|                                                                         |
| Facies marinas: «Formación margas azules de Pamplona» (embalse de Yesa) |

|                                                                                         |
| Facies proximales: conglomerados en el margen del sistema Ibérico (Islallana, La Rioja) |

| |
| Facies proximales: conglomerados en el margen de las Cordilleras Costero-Catalanas (Monserrat, Barcelona) |

|                                                                                          |
| Facies proximales: conglomerados en el margen de los Pirineos (Mallos de Riglos, Huesca) |

|                                                                                            |
| Facies intermedias: lutitas y arcillas de llanura de inundación (Bárdenas Reales, Navarra) |

|                                                                   |
| Facies distales (centrales) evaporíticas: yesos (Zuera, Zaragoza) |